# Montgérain
Montgérain és un municipi francès, situat al departament de l'Oise i a la regió dels Alts de França. L'any 2007 tenia 156 habitants.

## Demografia

### Població
El 2007 la població de fet de Montgérain era de 156 persones. Hi havia 56 famílies de les quals 16 eren unipersonals (4 homes vivint sols i 12 dones vivint soles), 20 parelles sense fills, 16 parelles amb fills i 4 famílies monoparentals amb fills.
La població ha evolucionat segons el següent gràfic:
Habitants censats

### Habitatges
El 2007 hi havia 71 habitatges, 63 eren l'habitatge principal de la família, 4 eren segones residències i 4 estaven desocupats. 67 eren cases i 2 eren apartaments. Dels 63 habitatges principals, 48 estaven ocupats pels seus propietaris, 11 estaven llogats i ocupats pels llogaters i 4 estaven cedits a títol gratuït; 2 tenien una cambra, 7 en tenien dues, 10 en tenien tres, 20 en tenien quatre i 25 en tenien cinc o més. 50 habitatges disposaven pel capbaix d'una plaça de pàrquing. A 32 habitatges hi havia un automòbil i a 23 n'hi havia dos o més.

### Piràmide de població
La piràmide de població per edats i sexe el 2009 era:
| Homes | Edats   | Dones |
| ----- | ------- | ----- |
| 0     | 95 o +  | 0     |
| 0     | 90 a 94 | 0     |
| 0     | 85 a 89 | 0     |
| 0     | 80 a 84 | 0     |
| 8     | 75 a 79 | 4     |
| 4     | 70 a 74 | 4     |
| 4     | 65 a 69 | 0     |
| 4     | 60 a 64 | 4     |
| 4     | 55 a 59 | 8     |
| 4     | 50 a 54 | 4     |
| 0     | 45 a 49 | 4     |
| 8     | 40 a 44 | 8     |
| 12    | 35 a 39 | 0     |
| 12    | 30 a 34 | 16    |
| 0     | 25 a 29 | 4     |
| 4     | 20 a 24 | 0     |
| 4     | 15 a 19 | 0     |
| 12    | 10 a 14 | 0     |
| 28    | 5 a 9   | 12    |
| 8     | 0 a 4   | 16    |

## Economia
El 2007 la població en edat de treballar era de 106 persones, 70 eren actives i 36 eren inactives. De les 70 persones actives 63 estaven ocupades (43 homes i 20 dones) i 7 estaven aturades (4 homes i 3 dones). De les 36 persones inactives 12 estaven jubilades, 8 estaven estudiant i 16 estaven classificades com a «altres inactius».

### Ingressos
El 2009 a Montgérain hi havia 64 unitats fiscals que integraven 158 persones, la mediana anual d'ingressos fiscals per persona era de 15.474 €.

### Activitats econòmiques
L'únic establiment que hi havia el 2007 era d'una empresa de construcció.
L'únic servei als particulars que hi havia el 2009 era un electricista.
L'any 2000 a Montgérain hi havia 8 explotacions agrícoles que ocupaven un total de 488 hectàrees.

## Poblacions més properes
El següent diagrama mostra les poblacions més properes.